# Giorgio Silfer
Giorgio Silfer, född 13 september 1949  i Milano, är en författare på esperanto och italienska. 

## Biografi
Pedagog och andragog, 1970 en av grundarna av den litterära tidskriften Literatura Foiro på  esperanto, vars chefredaktör han var till 1980. Han var också 1969 medgrundare av den litterära klubben La Patrolo. Doktor i språk och i  litteratur, han initierade 1991 PEN Club Esperanto, och uppnådde 1993 att esperanto erkändes som ett litterärt språk av PEN Club International. 1996 var han en av de viktigaste undertecknarna av De universella språkliga rättigheterna. 
Silfer har varit politiskt aktiv i Italien inom det Republikanska Partiet, ett icke-socialistiskt vänsterparti. Han har tjänstgjort som tjänsteman vid det Lombardiska Parlamentet i Italien. Som lärare har han arbetat i Italien, Finland, Schweiz, Bulgarien, Spanien, Mexiko och i afrikanska länder.

## Arbeten
Giorgio Silfer är den främste dramatikern på esperanto och har introducerat flera viktiga genrer. Utöver tolv teaterpjäser och tre diktsamlingar på esperanto, har han skrivit en roman på italienska och ca tvåtusen artiklar och essäer på olika språk. Han har också skrivit texter till låtar, särskilt till Gianfranco Molle, Nikolin' och Anjo Amika.
Han har redigerat rubriken Lingue internazionali för fjärde utgåvan av Grande Dizionario Enciclopedico UTET. 
Han har reviderat uppslagsboken om planspråk Aga Magéra Difúra. Med kollegan Carlo Minnaja har han sammanställt den omfångsrika (748 sidor) Historio de la esperanta literaturo (Esperantolitteraturens historia), 2015.